# Physocephala biguttata
Physocephala biguttata is een vliegensoort uit de familie van de blaaskopvliegen (Conopidae). De wetenschappelijke naam van de soort is voor het eerst geldig gepubliceerd in 1883 door von Roder.